# Campagne 2012-2014 de l'équipe de France de football
Chronologie
Saison précédente Saison suivante
La saison 2012-2014 de l'équipe de France de football fait suite au quart de finale perdu lors des championnats d'Europe 2012. Durant cette période la sélection française dispute, outre des matchs amicaux, des éliminatoires en vue de la qualification pour le Mondial 2014 ayant lieu au Brésil du 12 juin au 13 juillet 2014. L'équipe de France est dirigée par Didier Deschamps qui succède à Laurent Blanc au poste de sélectionneur en juillet 2012.

## Historique

### Contexte et changement de sélectionneur
Les Bleus sont placés dans le Groupe D en compagnie de l'Angleterre, de l'Ukraine (Pays organisateur) et de la Suède. Pour leur premier match contre l'Angleterre, les Bleus arracheront le nul (1-1) grâce à Samir Nasri qui, après son but, insultera les journalistes de L'Équipe. Les Français se qualifieront pour les quarts de finale face à l'Ukraine (une première depuis 2006, vu que les Bleus n'avait plus gagné en phases finales depuis le succès face au Portugal 1-0 en 2006). Après un match similaire au France-Mexique de 2010 (0-2) face à la Suède (même score), les Bleus seront défaits par l'Espagne (2-0). Pendant le match, Jérémy Ménez insultera l'arbitre. Finalement, Samir Nasri insultera une nouvelle fois un journaliste. À la suite de cet échec, Didier Deschamps succède à Laurent Blanc.

### Éliminatoires du Mondial (7 septembre 2012 - 19 novembre 2013)
Le 30 juin 2012, Laurent Blanc quitte ses fonctions de sélectionneur après un entretien avec le président de la Fédération Noël Le Graët survenu deux jours plus tôt. Une semaine plus tard, le 8 juillet 2012, Didier Deschamps est nommé sélectionneur de l'équipe de France qui entre donc dans une nouvelle phase de transition dont l'objectif principal est la qualification à la Coupe du monde 2014 se déroulant au Brésil. Le contrat du nouveau sélectionneur, d'une durée de deux ans, sera automatiquement renouvelé en cas de qualification. Les Bleus entament leurs matchs de qualification face à la Finlande (victoire 1-0). Leur deuxième match se ponctue par une victoire (3-1) contre la Biélorussie. Après une défaite en amical face au Japon (0-1), ils réussissent à tenir en échec l'Espagne (champions du monde et double champions d'Europe en titre) en égalisant à la dernière minute et grâce à une performance « héroïque », notamment en seconde période, selon la presse,. L'équipe l'emporte ensuite (2-1) en match amical sur l'Italie. Le 6 février 2013, l'équipe de France s'incline face à l'Allemagne (1-2). Le 22 mars 2013, l'équipe de France gagne (3-1) face à la Géorgie et prend la première place du groupe I devant l'Espagne.
Le 26 mars 2013, la France perd (1-0) face à l'Espagne, au Stade de France, et se retrouve second du groupe. Lors de sa tournée en Amérique du Sud, l'Équipe de France perd (1-0) contre l'Uruguay à Montevideo le 5 juin. Puis quatre jours plus tard, le 9 juin, la France perd (3-0) face au Brésil. Après un match nul en Géorgie (0-0) et une victoire contre la Biélorussie (4-2), les Bleus sont assurés de jouer les barrages des éliminatoires de la zone Europe pour la Coupe du monde 2014.
Le 11 octobre, face à l'Australie, la France fait le plein de confiance en s'imposant facilement (6-0) grâce à des buts de Franck Ribéry, Olivier Giroud (doublé), Yohan Cabaye, Mathieu Debuchy et Karim Benzema, ce dernier mettant fin à une série de 1222 minutes sans marquer. Le 15 octobre, face à la Finlande, la France s'impose (3-0) avec des buts de Franck Ribéry, Joona Toivio (csc) et Karim Benzema, dans un match plus difficile que face à l'Australie.
Toutefois après ce regain de forme, une nouvelle désillusion semble se profiler à l'horizon après une défaite en match aller des barrages contre l'Ukraine (0-2). En effet, dans l'histoire des éliminatoires de la coupe du monde aucune équipe n'a réussi à se qualifier après une défaite par deux buts d'écart au match aller. Cependant ils réussissent l'exploit en battant l'Ukraine au match retour (3-0), avec des buts de Mamadou Sakho (2) et Karim Benzema, et se qualifient pour le mondial 2014.

### Constitution du groupe pour le Mondial
Pour préparer au mieux la Coupe du monde, la France va effectuer quatre matchs de préparation avant les phases de poules de la Coupe du monde 2014. Le premier match voit la France affronter l'un des finalistes de la Coupe du monde 2010, les Pays-Bas. Dans un match qui semble défavorable aux Bleus, les bleus s'imposent sur le score de 2-0 grâce à des buts de Karim Benzema et Blaise Matuidi. Puis elle s'imposera largement face à la Norvège (4-0) grâce à un doublé d'Olivier Giroud et des buts de Paul Pogba et Loïc Rémy. Puis elle est surprise par une vaillante équipe du Paraguay en fin de match (1-1). C'est Antoine Griezmann qui marquera le seul but pour les Bleus. Le dernier match se soldera par l'une des plus larges victoires de la France sur le score sans appel de 8-0 face à la Jamaïque. Karim Benzema, Blaise Matuidi et Antoine Griezmann inscriront chacun un doublé, et Yohan Cabaye et Olivier Giroud inscriront les deux autres buts.

### Mondial 2014
Le tirage au sort des poules du premier tour effectué le 6 décembre 2013 verse l'équipe de France dans le Groupe E avec la Suisse (tête de série), le Honduras et l'Équateur. 
Lors de leur match d'ouverture, le 15 juin à Porto Alegre, les joueurs de Didier Deschamps s'imposent 3-0 face au Honduras grâce au doublé du Madrilène Karim Benzema et du but contre son camp (sur une action de Benzema) du gardien et capitaine hondurien, Noel Valladares. C'est sur ce geste que, pour la première fois en Coupe du monde, un but est validé avec l'assistance de la « technologie sur la ligne de but ». Lors de leur deuxième rencontre du premier tour, le 20 juin à Salvador de Bahia face à la Suisse, les Bleus l'emportent 5-2 après avoir mené 5-0 à dix minutes de la fin du match. Premier buteur de cette rencontre après 17 minutes, Olivier Giroud marque le centième but de la France en Coupe du monde. C'est à ce point de la compétition brésilienne le match le plus prolifique en buts, et il faut remonter à la Coupe du monde 1958 pour voir une équipe de France marquer au moins cinq buts dans un match de phase finale de la compétition planétaire.

## L'équipe

### Joueurs utilisés
| Adversaire          |                 |                 |                 |                 |                 |                 |                 |                 |                 |                 |                 |                 |                 |                 |                 |                 |                 |                 |                 |                 |                 |                 |                 |                 |                 |                 |                 |
| Date                | 15 août 2012    | 7 sept. 2012    | 11 sept. 2012   | 12 oct. 2012    | 16 oct. 2012    | 14 nov. 2012    | 6 fév. 2013     | 22 mars 2013    | 26 mars 2013    | 5 juin 2013     | 9 juin 2013     | 14 août 2013    | 6 sept. 2013    | 10 sept. 2013   | 11 oct. 2013    | 15 oct. 2013    | 15 nov. 2013    | 19 nov. 2013    | 5 mars 2014     | 27 mai 2014     | 1er juin 2014   | 8 juin 2014     | 15 juin 2014    | 20 juin 2014    | 25 juin 2014    | 30 juin 2014    | 4 juill. 2014   |
| Compétition         | A.              | É.              | É.              | A.              | É.              | A.              | A.              | É.              | É.              | A.              | A.              | A.              | É.              | É.              | A.              | É.              | B.              | B.              | A.              | A.              | A.              | A.              | CM              | CM              | CM              | CM              | CM              |
| Gardiens de but     | Gardiens de but | Gardiens de but | Gardiens de but | Gardiens de but | Gardiens de but | Gardiens de but | Gardiens de but | Gardiens de but | Gardiens de but | Gardiens de but | Gardiens de but | Gardiens de but | Gardiens de but | Gardiens de but | Gardiens de but | Gardiens de but | Gardiens de but | Gardiens de but | Gardiens de but | Gardiens de but | Gardiens de but | Gardiens de but | Gardiens de but | Gardiens de but | Gardiens de but | Gardiens de but | Gardiens de but |
| ------------------- | --------------- | --------------- | --------------- | --------------- | --------------- | --------------- | --------------- | --------------- | --------------- | --------------- | --------------- | --------------- | --------------- | --------------- | --------------- | --------------- | --------------- | --------------- | --------------- | --------------- | --------------- | --------------- | --------------- | --------------- | --------------- | --------------- | --------------- |
| Hugo Lloris         | 90              | 90              | 90              | 90              | 90              | 90              | 90              | 90              | 90              |                 | 90              | 90              | 90              | 90              | 90              | 90              | 90              | 90              | 90              |                 | 90              | 90              | 90              | 90              | 90              | 90              | 90              |
| Steve Mandanda      |                 |                 |                 |                 |                 |                 |                 |                 |                 | 90              |                 |                 |                 |                 |                 |                 |                 |                 |                 |                 |                 |                 |                 |                 |                 |                 |                 |
| Stéphane Ruffier    |                 |                 |                 |                 |                 |                 |                 |                 |                 |                 |                 |                 |                 |                 |                 |                 |                 |                 |                 | 90              |                 |                 |                 |                 |                 |                 |                 |
| Défenseurs          |                 |                 |                 |                 |                 |                 |                 |                 |                 |                 |                 |                 |                 |                 |                 |                 |                 |                 |                 |                 |                 |                 |                 |                 |                 |                 |                 |
| Éric Abidal         |                 |                 |                 |                 |                 |                 |                 |                 |                 |                 |                 | 90              | 90              | 90              | 47              | 90              | 90              |                 |                 |                 |                 |                 |                 |                 |                 |                 |                 |
| Gaël Clichy         |                 |                 |                 | 90              |                 |                 |                 | 90              |                 |                 |                 | 90              |                 | 90              |                 |                 |                 |                 |                 |                 |                 |                 |                 |                 |                 |                 |                 |
| Mathieu Debuchy     | r28             |                 |                 | 46              | 90              | 46              |                 |                 |                 |                 | 90              |                 |                 |                 | 90              | 90              | 90              | 78              | 87              | 90              |                 | 45              | 90              | 90              |                 | 90              | 90              |
| Lucas Digne         |                 |                 |                 |                 |                 |                 |                 |                 |                 |                 |                 |                 |                 |                 |                 |                 |                 |                 | r46             | r46             |                 |                 |                 |                 | 90              |                 |                 |
| Patrice Évra        | 90              | 90              | 90              |                 | 90              | 90              | 90              |                 | 90              |                 |                 |                 | 90              |                 | 63              | 90              | 90              | 90              | 45              | 45              | 90              | 90              | 90              | 90              |                 | 90              | 90              |
| Christophe Jallet   | 62              |                 | 90              | r44             |                 |                 |                 | 90              | 90              |                 |                 |                 |                 |                 |                 |                 |                 |                 |                 |                 |                 |                 |                 |                 |                 |                 |                 |
| Laurent Koscielny   |                 |                 |                 | 90              | 90              | 90              | r45             |                 | 90              | 90              |                 | 90              | 90              | 90              |                 | 90              | 90              |                 |                 | 90              | 90              |                 |                 | r24             | 90              | 90              | r18             |
| Eliaquim Mangala    |                 |                 |                 |                 |                 |                 |                 |                 |                 | 90              |                 |                 |                 |                 |                 |                 |                 |                 |                 |                 | r46             |                 |                 |                 |                 |                 |                 |
| Jérémy Mathieu      |                 |                 |                 |                 |                 |                 |                 |                 |                 |                 | 90              |                 |                 |                 |                 |                 |                 |                 |                 |                 |                 |                 |                 |                 |                 |                 |                 |
| Adil Rami           |                 |                 |                 |                 |                 |                 | r45             |                 |                 |                 | 90              |                 |                 |                 |                 |                 |                 |                 |                 |                 |                 |                 |                 |                 |                 |                 |                 |
| Anthony Réveillère  |                 | 90              |                 |                 |                 | r44             |                 |                 |                 |                 |                 |                 |                 |                 |                 |                 |                 |                 |                 |                 |                 |                 |                 |                 |                 |                 |                 |
| Bacary Sagna        |                 |                 |                 |                 |                 |                 | 90              |                 |                 | 90              |                 | 90              | 90              | 90              |                 |                 |                 | r12             | r4              |                 | 90              | r46             |                 |                 | 90              |                 |                 |
| Mamadou Sakho       | 90              | 90              | 90              | 90              | 90              | 90              | 90              | 90              |                 |                 | 90              |                 |                 |                 | r43             |                 |                 | 90              |                 | 90              | 45              | 90              | 90              | 66              | 61              |                 |                 |
| Benoît Trémoulinas  |                 |                 |                 |                 |                 | r3              |                 |                 |                 | 90              |                 |                 |                 |                 |                 |                 |                 |                 |                 |                 |                 |                 |                 |                 |                 |                 |                 |
| Raphaël Varane      |                 |                 |                 |                 |                 |                 |                 | 90              | 90              |                 |                 |                 |                 |                 | 90              |                 |                 | 90              | 90              |                 |                 | 90              | 90              | 90              | r29             |                 |                 |
| Mapou Yanga-Mbiwa   | 90              | 90              | 90              |                 |                 |                 |                 |                 |                 |                 |                 |                 |                 |                 |                 |                 |                 |                 |                 |                 |                 |                 |                 |                 |                 |                 |                 |
| Milieux de terrain  |                 |                 |                 |                 |                 |                 |                 |                 |                 |                 |                 |                 |                 |                 |                 |                 |                 |                 |                 |                 |                 |                 |                 |                 |                 |                 |                 |
| Yohan Cabaye        |                 | 75              | 90              |                 | 90              |                 | 90              |                 | 69              | r14             | 82              |                 |                 |                 | 83              | r20             |                 | 90              | 90              | 79              | 45              | 59              | r65             | 90              |                 |                 |                 |
| Rémy Cabella        |                 |                 |                 |                 |                 |                 |                 |                 |                 |                 |                 |                 |                 |                 |                 |                 |                 |                 |                 | r11             |                 |                 |                 |                 |                 |                 |                 |
| Étienne Capoue      | r44             |                 | 75              | 68              |                 | 84              | 45              |                 |                 | 67              |                 | r27             |                 |                 |                 |                 |                 |                 |                 |                 |                 |                 |                 |                 |                 |                 |                 |
| Clément Chantôme    |                 |                 |                 | r29             |                 |                 |                 |                 |                 |                 |                 |                 |                 |                 |                 |                 |                 |                 |                 |                 |                 |                 |                 |                 |                 |                 |                 |
| Abou Diaby          |                 | 90              |                 |                 |                 |                 |                 |                 |                 |                 |                 |                 |                 |                 |                 |                 |                 |                 |                 |                 |                 |                 |                 |                 |                 |                 |                 |
| Maxime Gonalons     | 90              |                 |                 | r22             | 57              | r6              |                 |                 |                 |                 |                 |                 |                 |                 |                 |                 |                 |                 |                 |                 |                 |                 |                 |                 |                 |                 |                 |
| Yoann Gourcuff      |                 |                 |                 |                 |                 | r17             |                 |                 |                 | 58              |                 |                 |                 |                 |                 |                 |                 |                 |                 |                 |                 |                 |                 |                 |                 |                 |                 |
| Clément Grenier     |                 |                 |                 |                 |                 |                 |                 |                 |                 | r23             | r20             | r16             |                 |                 |                 |                 |                 |                 |                 | r20             | r26             |                 |                 |                 |                 |                 |                 |
| Josuha Guilavogui   |                 |                 |                 |                 |                 |                 |                 |                 |                 | r23             | 90              | 90              | 78              | r1              |                 |                 |                 |                 |                 |                 |                 |                 |                 |                 |                 |                 |                 |
| Geoffrey Kondogbia  |                 |                 |                 |                 |                 |                 |                 |                 |                 |                 |                 | 63              |                 |                 |                 |                 |                 |                 |                 |                 |                 |                 |                 |                 |                 |                 |                 |
| Marvin Martin       | r27             |                 |                 |                 |                 |                 |                 |                 |                 |                 |                 |                 |                 |                 |                 |                 |                 |                 |                 |                 |                 |                 |                 |                 |                 |                 |                 |
| Blaise Matuidi      |                 | r15             | r15             | 46              | 90              | 90              | 45              | 67              | 90              | 76              | 70              |                 |                 | 90              | r28             | 70              | 90              | 90              | 90              | 74              | 64              | 72              | 90              | 90              | 67              | 90              |                 |
| Rio Mavuba          | 46              | 90              | 90              |                 |                 |                 |                 |                 |                 |                 |                 |                 |                 |                 |                 |                 |                 |                 |                 | r16             | r46             | r31             | r25             |                 |                 |                 |                 |
| Samir Nasri         |                 |                 |                 |                 |                 |                 |                 |                 |                 |                 |                 | r27             | r12             | r29             | 90              | 71              | 79              |                 |                 |                 |                 |                 |                 |                 |                 |                 |                 |
| Paul Pogba          |                 |                 |                 |                 |                 |                 |                 | 90              | 69              |                 |                 |                 |                 | 90              | 63              | 90              | 90              | 90              | 81              | 45              | 90              | r28             | 57              | r27             | 90              |                 |                 |
| Morgan Schneiderlin |                 |                 |                 |                 |                 |                 |                 |                 |                 |                 |                 |                 |                 |                 |                 |                 |                 |                 |                 |                 |                 | r5              |                 |                 | 90              |                 |                 |
| Moussa Sissoko      |                 |                 |                 | 90              | r22             | 90              | 80              | r23             | r8              |                 |                 |                 | 90              | r10             | r7              |                 | r29             |                 | r10             | r46             | r18             | 90              | r33             | 90              | 90              | r0              |                 |
| Mathieu Valbuena    | 75              | r26             | r30             | r44             | r33             | 73              | 86              | 66              | 90              | 67              | 70              | 74              | 90              | 90              | r28             | 90              | r11             | 90              | 62              | 70              | 72              | 80              | 78              | 82              |                 | 90              |                 |
| Attaquants          |                 |                 |                 |                 |                 |                 |                 |                 |                 |                 |                 |                 |                 |                 |                 |                 |                 |                 |                 |                 |                 |                 |                 |                 |                 |                 |                 |
| Karim Benzema       | 63              | 90              | 90              | 46              | 87              |                 | 90              | 90              | 82              |                 | 71              | 74              | 62              |                 | r43             | r9              | r20             | 82              | 81              |                 |                 | 85              | 90              | 90              | 90              | 90              | 90              |
| Jimmy Briand        | r15             |                 |                 |                 |                 |                 |                 |                 |                 |                 |                 |                 |                 |                 |                 |                 |                 |                 |                 |                 |                 |                 |                 |                 |                 |                 |                 |
| André-Pierre Gignac |                 |                 |                 |                 |                 |                 |                 |                 |                 |                 |                 |                 | r28             |                 |                 |                 |                 |                 |                 |                 |                 |                 |                 |                 |                 |                 |                 |
| Olivier Giroud      | 75              |                 | 60              | 90              | r3              | 67              | r10             | 90              | r2              | 58              | r19             | r16             | 90              | 90              | 47              | 81              | 70              | r8              | r10             | 90              | 90              | 72              | r12             | 63              | r23             | r28             |                 |
| Bafétimbi Gomis     | r15             | r2              |                 | r15             |                 | r23             |                 |                 |                 | r32             | r8              |                 |                 |                 |                 |                 |                 |                 |                 |                 |                 |                 |                 |                 |                 |                 |                 |
| Antoine Griezmann   |                 |                 |                 |                 |                 |                 |                 |                 |                 |                 |                 |                 |                 |                 |                 |                 |                 |                 | 68              | 64              | r26             | r28             | 90              | r8              | 79              |                 |                 |
| Alexandre Lacazette |                 |                 |                 |                 |                 |                 |                 |                 |                 | r32             | r20             |                 |                 |                 |                 |                 |                 |                 |                 |                 |                 |                 |                 |                 |                 |                 |                 |
| Jérémy Ménez        |                 | 64              | r1              | 68              | 68              | r26             | r4              | r13             | r21             |                 |                 |                 |                 |                 |                 |                 |                 |                 |                 |                 |                 |                 |                 |                 |                 |                 |                 |
| Dimitri Payet       |                 |                 |                 |                 |                 |                 |                 |                 |                 | 90              | 90              | 63              |                 | 61              |                 |                 |                 |                 |                 |                 |                 |                 |                 |                 |                 |                 |                 |
| Loïc Rémy           |                 |                 |                 |                 |                 |                 |                 | r24             |                 |                 |                 |                 |                 |                 | 90              | r19             | 61              |                 | r23             | r26             | 64              | r10             |                 |                 | r11             |                 |                 |
| Franck Ribéry       | 90              | 88              | 89              | r22             | 90              | 64              | 90              | 77              | 90              |                 |                 | 90              | 90              | 80              | 62              | 90              | 90              | 90              | r29             |                 |                 |                 |                 |                 |                 |                 |                 |
| Compétition         | A.              | É.              | É.              | A.              | É.              | A.              | A.              | É.              | É.              | A.              | A.              | A.              | É.              | É.              | A.              | É.              | B.              | B.              | A.              | A.              | A.              | A.              | CM              | CM              | CM              | CM              | CM              |
| Adversaire          |                 |                 |                 |                 |                 |                 |                 |                 |                 |                 |                 |                 |                 |                 |                 |                 |                 |                 |                 |                 |                 |                 |                 |                 |                 |                 |                 |

- A. = Match amical
- É. = Éliminatoires de la Coupe du monde de football 2014, zone Europe, groupe I
- B. = Éliminatoires de la Coupe du monde de football 2014, zone Europe, barrages
- CM = Coupe du monde de football de 2014

- Nombre de joueurs utilisés : 47

### Buteurs
9 buts
- Karim Benzema ( Australie,  Finlande,  Ukraine,  Pays-Bas,  Jamaïque x2,  Honduras x2,  Suisse)

8 buts
- Olivier Giroud ( Espagne,  Géorgie,  Australie x2,  Norvège x2,  Jamaïque,  Suisse)

6 buts
- Franck Ribéry ( Biélorussie x3,  Géorgie,  Australie,  Finlande)

4 buts
- Mathieu Valbuena  ( Italie,  Allemagne,  Géorgie,  Suisse)
- Blaise Matuidi ( Pays-Bas,  Jamaïque x2,  Suisse)

3 buts
- Antoine Griezmann ( Paraguay,  Jamaïque x2)
- Paul Pogba ( Biélorussie,  Norvège,  Nigeria)

2 buts
- Mamadou Sakho ( Ukraine x2)
- Yohan Cabaye ( Australie,  Jamaïque)

1 but  
- Abou Diaby ( Finlande)
- Étienne Capoue ( Biélorussie)
- Christophe Jallet ( Biélorussie)
- Bafétimbi Gomis ( Italie)
- Samir Nasri ( Biélorussie)
- Mathieu Debuchy ( Australie)
- Loïc Rémy ( Norvège)
- Moussa Sissoko ( Suisse)
- Joona Toivio (CSC) ( Finlande)
- Noel Valladares (CSC) ( Honduras)
- Joseph Yobo (CSC) ( Nigeria)

### Passeurs
10 passes
- Mathieu Valbuena
  -  Géorgie x2 : à Olivier Giroud et Franck Ribéry
  -  Biélorussie x2 : Samir Nasri et Franck Ribéry
  -  Ukraine : à Karim Benzema
  -  Pays-Bas : à Blaise Matuidi
  -  Norvège x3 : à Paul Pogba et Olivier Giroud x2
  -  Suisse : à Olivier Giroud

9 passes
- Franck Ribéry
  -  Biélorussie x2 : à Étienne Capoue et Christophe Jallet
  -  Espagne : à Olivier Giroud
  -  Géorgie : à Mathieu Valbuena
  -  Australie x3 : à Karim Benzema, Yohan Cabaye et Olivier Giroud
  -  Finlande : à Karim Benzema
  -  Ukraine : à Mamadou Sakho

7 passes
- Karim Benzema
  -  Finlande : à Abou Diaby
  -  Biélorussie : à Franck Ribéry
  -  Jamaïque x3 : à Blaise Matuidi, à Olivier Giroud et Antoine Griezmann
  -  Suisse x2 : à Blaise Matuidi et Moussa Sissoko

2 passes
- Patrice Évra
  -  Italie : à Bafétimbi Gomis
  -  Jamaïque : à Blaise Matuidi
- Moussa Sissoko
  -  Allemagne : à Mathieu Valbuena
  -  Jamaïque : à Antoine Griezmann
- Blaise Matuidi
  -  Pays-Bas : à Karim Benzema
  -  Jamaïque : à Karim Benzema
- Olivier Giroud
  -  Jamaïque : à Yohan Cabaye
  -  Suisse : à Mathieu Valbuena

1 passe
- Laurent Koscielny
  -  Biélorussie : à Paul Pogba
- Samir Nasri
  -  Australie : à Olivier Giroud
- Mathieu Debuchy
  -  Norvège : à Loïc Rémy
- Paul Pogba
  -  Suisse : à Karim Benzema

### Matchs de la campagne 2012-2014
Le tableau suivant liste les rencontres de l'équipe de France depuis la fin du championnat d'Europe 2012.
| No | Date              | Ville, stade                              | Adversaire  | Score | Compétition | Buteur(s) pour la France                                                    | Buteur(s) pour l'adversaire                       |
| -- | ----------------- | ----------------------------------------- | ----------- | ----- | ----------- | --------------------------------------------------------------------------- | ------------------------------------------------- |
| 1  | 15 août 2012      | Le Havre, Stade Océane                    | Uruguay     | N 0-0 | A.          | -                                                                           | -                                                 |
| 2  | 7 septembre 2012  | Helsinki, Stade olympique d'Helsinki      | Finlande    | G 0-1 | É.          | Diaby 20e                                                                   | -                                                 |
| 3  | 11 septembre 2012 | Saint-Denis, Stade de France              | Biélorussie | G 3-1 | É.          | Capoue 49e, Jallet 68e, Ribéry 80e                                          | Putsila 72e                                       |
| 4  | 12 octobre 2012   | Saint-Denis, Stade de France              | Japon       | P 0-1 | A.          | -                                                                           | Kagawa 88e                                        |
| 5  | 16 octobre 2012   | Madrid, Estadio Vicente Calderon          | Espagne     | N 1-1 | É.          | Giroud 90+4e                                                                | Ramos 25e                                         |
| 6  | 14 novembre 2012  | Parme, Stade Ennio Tardini                | Italie      | G 1-2 | A.          | Valbuena 37e, Gomis 67e                                                     | El Shaarawy 35e                                   |
| 7  | 6 février 2013    | Saint-Denis, Stade de France              | Allemagne   | P 1-2 | A.          | Valbuena 44e                                                                | Müller 51e, Khedira 74e                           |
| 8  | 22 mars 2013      | Saint-Denis, Stade de France              | Géorgie     | G 3-1 | É.          | Giroud 45e, Valbuena 47e, Ribéry 61e                                        | Kobakhidze 70e                                    |
| 9  | 26 mars 2013      | Saint-Denis, Stade de France              | Espagne     | P 0-1 | É.          | -                                                                           | Pedro 58e                                         |
| 10 | 5 juin 2013       | Montevideo, Stade Centenario              | Uruguay     | P 1-0 | A.          | -                                                                           | Suárez 50e                                        |
| 11 | 9 juin 2013       | Porto Alegre, Gremio Arena                | Brésil      | P 3-0 | A.          | -                                                                           | Oscar 54e, Hernanes 84e, Lucas Moura 90+3e (pen.) |
| 12 | 14 août 2013      | Bruxelles, Stade Roi-Baudouin             | Belgique    | N 0-0 | A.          | -                                                                           | -                                                 |
| 13 | 6 septembre 2013  | Tbilissi, Stade Boris Paichadze           | Géorgie     | N 0-0 | É.          | -                                                                           | -                                                 |
| 14 | 10 septembre 2013 | Gomel, Stade central                      | Biélorussie | G 2-4 | É.          | Ribéry 47e (pen.) 64e, Nasri 70e, Pogba 73e                                 | Filipenko 23e, Kalachev 57e                       |
| 15 | 11 octobre 2013   | Paris, Parc des Princes                   | Australie   | G 6-0 | A.          | Ribéry 8e (pen.), Giroud 16e 27e, Cabaye 29e, Debuchy 47e, Benzema 51e      | -                                                 |
| 16 | 15 octobre 2013   | Saint-Denis, Stade de France              | Finlande    | G 3-0 | É.          | Ribéry 8e, Toivio 76e (csc), Benzema 87e                                    | -                                                 |
| 17 | 15 novembre 2013  | Kiev, Stade olympique de Kiev             | Ukraine     | P 2-0 | B.          |                                                                             | Zozulya 62e, Yarmolenko 82e (pen.)                |
| 18 | 19 novembre 2013  | Saint-Denis, Stade de France              | Ukraine     | G 3-0 | B.          | Sakho 22e 72e, Benzema 34e                                                  |                                                   |
| 19 | 5 mars 2014       | Saint-Denis, Stade de France              | Pays-Bas    | G 2-0 | A.          | Benzema 32e, Matuidi 41e                                                    |                                                   |
| 20 | 27 mai 2014       | Saint-Denis, Stade de France              | Norvège     | G 4-0 | A.          | Pogba 15e, Giroud 51e 69e, Rémy 67e                                         |                                                   |
| 21 | 1er juin 2014     | Nice, Allianz Riviera                     | Paraguay    | N 1-1 | A.          | Griezmann 82e                                                               | Caceres 89e                                       |
| 22 | 8 juin 2014       | Villeneuve-d'Ascq, Stade Pierre-Mauroy    | Jamaïque    | G 8-0 | A.          | Cabaye 17e, Matuidi 20e 66e, Benzema 37e 63e, Giroud 53e, Griezmann 77e 89e |                                                   |
| 23 | 15 juin 2014      | Porto Alegre, Stade José-Pinheiro-Borda   | Honduras    | G 3-0 | CM          | Benzema 45e 72e, Valladares 48e (csc)                                       |                                                   |
| 24 | 20 juin 2014      | Salvador, Itaipava Arena Fonte Nova       | Suisse      | G 5-2 | CM          | Giroud 17e, Matuidi 18e, Valbuena 40e, Benzema 67e, Sissoko 73e,            | Džemaili 81e, Xhaka 87e                           |
| 25 | 25 juin 2014      | Maracanã (Rio de Janeiro), Stade Maracanã | Équateur    | N 0-0 | CM          | -                                                                           | -                                                 |
| 26 | 30 juin 2014      | Brasília, Estádio Nacional de Brasília    | Nigeria     | G 2-0 | CM          | Pogba 79e, Yobo 90+2e (csc)                                                 | -                                                 |
| 27 | 4 juillet 2014    | Maracanã (Rio de Janeiro), Stade Maracanã | Allemagne   | P 0-1 | CM          | -                                                                           | Hummels 13e                                       |

| Score : - G = Match gagné - N = Match nul - P = Match perdu | Compétition : - A. = Match amical - É. = Éliminatoires de la Coupe du monde de football 2014, zone Europe, groupe I - B. = Éliminatoires de la Coupe du monde de football 2014, zone Europe, barrages - CM = Coupe du monde de football de 2014 |

### Coefficient FIFA
| 2012 | janv. | fév. | mars | avril | mai | juin | juil. | août | sept. | oct. | nov. | déc. |
| ---- | ----- | ---- | ---- | ----- | --- | ---- | ----- | ---- | ----- | ---- | ---- | ---- |
| Rang | 15    | 17   | 16   | 16    | 16  | 14   | 14    | 14   | 15    | 13   | 18   | 17   |
| 2013 | janv. | fév. | mars | avril | mai | juin | juil. | août | sept. | oct. | nov. | déc. |
| Rang | 17    | 17   | 17   | 18    | 18  | 18   | 23    | 23   | 25    | 21   | 19   | 20   |
| 2014 | janv. | fév. | mars | avril | mai | juin | juil. |      |       |      |      |      |
| Rang | 20    | 18   | 17   | 16    | 16  | 17   |       |      |       |      |      |      |

### Coefficient UEFA
| 2012 | janv. | fév. | mars | avril | mai | juin | juil. | août | sept. | oct. | nov. | déc. |
| ---- | ----- | ---- | ---- | ----- | --- | ---- | ----- | ---- | ----- | ---- | ---- | ---- |
| Rang | 11    | 12   | 11   | 11    | 11  | 10   | 11    | 11   | 11    | 10   | 11   | 11   |
| 2013 | janv. | fév. | mars | avril | mai | juin | juil. | août | sept. | oct. | nov. | déc. |
| Rang | 11    | 11   | 11   | 12    | 12  | 13   | 13    | 13   | 15    | 14   | 12   | 13   |
| 2014 | janv. | fév. | mars | avril | mai | juin | juil. |      |       |      |      |      |
| Rang | 13    | 13   | 11   | 10    |     |      |       |      |       |      |      |      |

### Bilan en cours
| Rang | Équipe | Pts | J  | G  | N | P | Bp | Bc | Diff |
| ---- | ------ | --- | -- | -- | - | - | -- | -- | ---- |
| #    | France | 48  | 27 | 14 | 6 | 7 | 52 | 19 | +33  |

## Maillot
| Domicile | Extérieur |

| Domicile | Extérieur |